# Bệnh viện Đa khoa Bình Nhưỡng
Bệnh viện Đa khoa Bình Nhưỡng (tiếng tiếng Hàn Quốc: 평양종합병원) là một bệnh viện đang được xây dựng ở Bình Nhưỡng, Triều Tiên. Bệnh viện nằm trước Tượng đài Thành lập Đảng. Việc động thổ của bệnh viện diễn ra vào ngày 19 tháng 3 năm 2020, trong lúc đại dịch COVID-19 đang hoành hành trên khắp thế giới, và việc xây dựng nó hiện đang được tiến hành trên cơ sở "chiến dịch tốc độ" với ngày hoàn thành dự kiến là tháng 10 năm 2020, trước lễ kỷ niệm 75 năm thành lập Đảng Lao động Triều Tiên. NK News (được cho là tờ báo của Hoa Kỳ nhằm đăng tin tức chống Triều Tiên) đưa tin, dự án đã được thống nhất trong cuộc họp kéo dài 4 ngày và kết thúc vào ngày 31 tháng 12 năm 2019, đã "thảo luận và quyết định các nhiệm vụ để đầu tiên xây dựng một bệnh viện đa khoa hiện đại ở Bình Nhưỡng nhằm nâng cao sức khỏe của người dân cũng như nhằm Kỷ niệm 75 năm thành lập Đảng".
Tại lễ khởi công, Chủ tịch Kim Chính Ân thừa nhận có "vô số trở ngại" để hoàn thành bệnh viện trong thời gian ngắn như vậy và việc hoàn thành bệnh viện sẽ phải trả giá bằng các dự án khác. Sau khi động thổ, một số quan chức đã viết bài đối ngược xã luận trên Rodong Sinmun và thề sẽ tiến hành "các trận chiến suốt đêm" để xây dựng bệnh viện.
Theo Thời báo Bình Nhưỡng, đến ngày 2 tháng 4, công trình móng đã hoàn thành 63%. Bệnh viện được coi là dự án lớn đầu tiên của chiến dịch "đột phá trực diện", trong khuôn khổ của Phong trào Thiên Lí Mã, được hình thành sau sự thất bại của hội nghị thượng đỉnh Hoa Kỳ - Triều Tiên tại Hà Nội (và việc thiếu các biện pháp trừng phạt tương ứng), sau đó là sự đi xuống của kế hoạch năm năm. Đến ngày 15 tháng 6, hai tòa tháp của bệnh viện đã cất nóc.